# 李倓 (清朝)
李倓（？—？），字泌亭，號鶴溪，山東聊城縣人，清朝官員。

## 生平
李倓爲乾隆十二年（1747年）舉人，乾隆十六年（1751年）考中辛未科進士。曾任福建泰寧縣知縣。乾隆二十二年（1757年）七月任臺灣府諸羅縣知縣。乾隆三十二年（1767年）接替張所受擔任台灣府淡水撫民同知。後調離台灣，曾任福州府知府。